# Лега-Торе (Форли-Чезена)
Лега-Торе (итал. Lega-Torre) је насеље у Италији у округу Форли-Чезена, региону Емилија-Ромања.
Према процени из 2011. у насељу је живело 143 становника. Насеље се налази на надморској висини од 14 м.